# Tauese Sunia

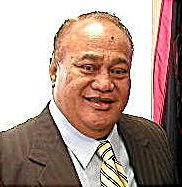
Tauese Sunia

Tauese Tuailemafua Pita Fiti Sunia (ur. 29 sierpnia 1941, zm. 26 marca 2003) – amerykański polityk, gubernator Samoa Amerykańskiego od roku 1997 do śmierci (2003). Był członkiem Partii Demokratycznej.
W wyborach w 1996 roku pokonał stosunkiem głosów 51%-49% Lealaifuaneva Peter Reid. Swój urząd sprawował od 3 stycznia 1997.
Po czterech latach ponownie wygrał wybory, tym razem minimalnie pokonując swojego poprzednika, Lutali Aifili Paulo Lauvao.
Zmarł 26 marca 2003 roku, pełniąc swój urząd drugą kadencję. Po jego śmierci gubernatorem został tymczasowo Togiola Tulafono, który po zwycięstwie w wyborach w kwietniu tegoż roku oficjalnie przejął urząd.